# Hürm
Hürm ist eine Marktgemeinde mit 2013 Einwohnern (Stand 1. Jänner 2024) im Bezirk Melk in Niederösterreich.

## Geografie
Hürm liegt im Mostviertel in Niederösterreich. Die Fläche der Marktgemeinde umfasst 36 Quadratkilometer und liegt rund 300 Meter über dem Meeresniveau. Drei Viertel der Fläche werden landwirtschaftlich genutzt, siebzehn Prozent sind bewaldet.

### Gemeindegliederung
Das Gemeindegebiet umfasst folgende 27 Ortschaften (in Klammern Einwohnerzahl Stand 1. Jänner 2024):
- Arnersdorf (15)
- Atzing (17)
- Diendorf (15)
- Grub (23)
- Hainberg (92)
- Harmersdorf (117) samt Ainhofen
- Hösing (53)
- Hürm (846)
- Inning (181)
- Kronaberg (9)
- Löbersdorf (29)
- Maxenbach (5)
- Mitterradl (30)
- Murschratten (7)
- Neustift bei Sooß (16)
- Oberhaag (16)
- Oberradl (38)
- Ober-Siegendorf (21)
- Ober-Thurnhofen (11)
- Pöttendorf (35) samt Rieding
- Scharagraben (24)
- Schlatzendorf (95)
- Seeben (32)
- Sooß (154)
- Unterhaag (10)
- Unter-Siegendorf (49)
- Unter-Thurnhofen (73)

Die Gemeinde besteht aus den Katastralgemeinden Arnersdorf, Atzing, Diendorf, Hainberg, Harmersdorf, Hürm, Inning, Kronaberg, Mitterradl, Murschratten, Neustift bei Sooß, Oberradl, Obersiegendorf, Oberthurnhofen, Pöttendorf, Scharagraben, Sooß, Untersiegendorf und Unterthurnhofen.

### Nachbargemeinden
| Schollach             | Loosdorf                                    |                                                               |
| St. Leonhard am Forst | Kompassrose, die auf Nachbargemeinden zeigt | Haunoldstein* Markersdorf-Haindorf* St. Margarethen/Sierning* |
| Mank                  | Kilb                                        | Bischofstetten                                                |

* Bezirk St. Pölten-Land

## Geschichte
Das Gebiet von Hürm war schon in der Bronzezeit besiedelt. Das belegen Ausgrabungen in Hainberg und in dem direkt an der Gemeindegrenze liegenden Unterradl. An die Zeit der Römischen Besatzung erinnert ein Grabstein für den Freigelassenen Marcus Nammius Surio aus dem 2. Jahrhundert nach Christus. Auch die heute noch benutzte „Hochstraße“ geht auf eine Ost-West-Verbindung aus der Römerzeit zurück.
Die erste urkundliche Erwähnung von Hürm stammt aus dem Jahr 970. Im Salbuch des Stiftes Göttweig wird eine Gegend „ad rivum huriwin“, am Hürmbach, genannt. 1083 wird Hürm in einer Stiftungsurkunde des Klosters Göttweig erwähnt. Da für das gleiche Jahr die Abtrennung der Pfarre Kilb von Hürm belegt ist, muss die Pfarre Hürm schon länger bestanden sein. Wie groß diese war, erkennt man daran, dass Haunoldstein, Mank und St. Margareten ursprünglich Teile der Pfarre waren.
Im 12. Jahrhundert wird das Adelsgeschlecht von Hürm unter den Namen Hurwen, Hurven, Huriwoin und Hurwin öfters genannt, größere Bedeutung erlangte das Geschlecht jedoch nicht.
Die Kirche in Hürm wurde 1529 bei deinem Türkeneinfall zerstört und 1545 wieder aufgebaut. Aus dem Jahr 1585 stammt das älteste Bild vom Dorf zu Hirmb.
Einen wirtschaftlichen Aufschwung brachte der Bau der Westbahn 1858. Im 20. Jahrhundert erreichten die technischen Errungenschaften Hürm: 1920 der elektrische Strom, 1923 das Telefon, 1927 kam eine Busverbindung nach Melk. Im Jahr 1936 wurde die Hauptstraße in Hürm gepflastert, 1997 die Kläranlage in Betrieb genommen, 1998 das Fernwärmewerk eröffnet und seit 2017 gibt es Straßennamen in Hürm.

### Einwohnerentwicklung
Nach dem Ergebnis der Volkszählung 2001 gab es 1702 Einwohner. 1991 hatte die Marktgemeinde 1581 Einwohner, 1981 1617 und im Jahr 1971 1650 Einwohner.

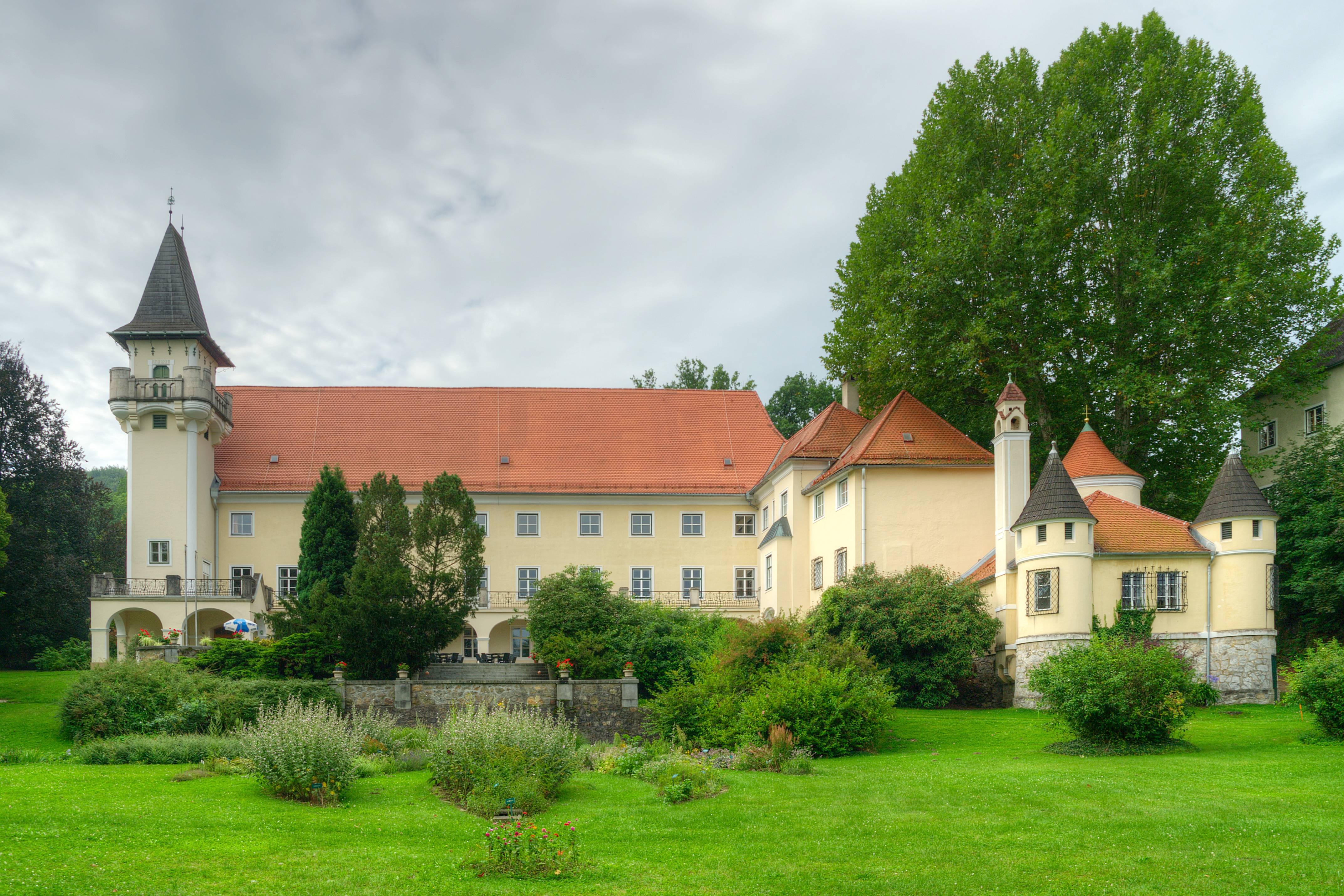
Schloss Sooß

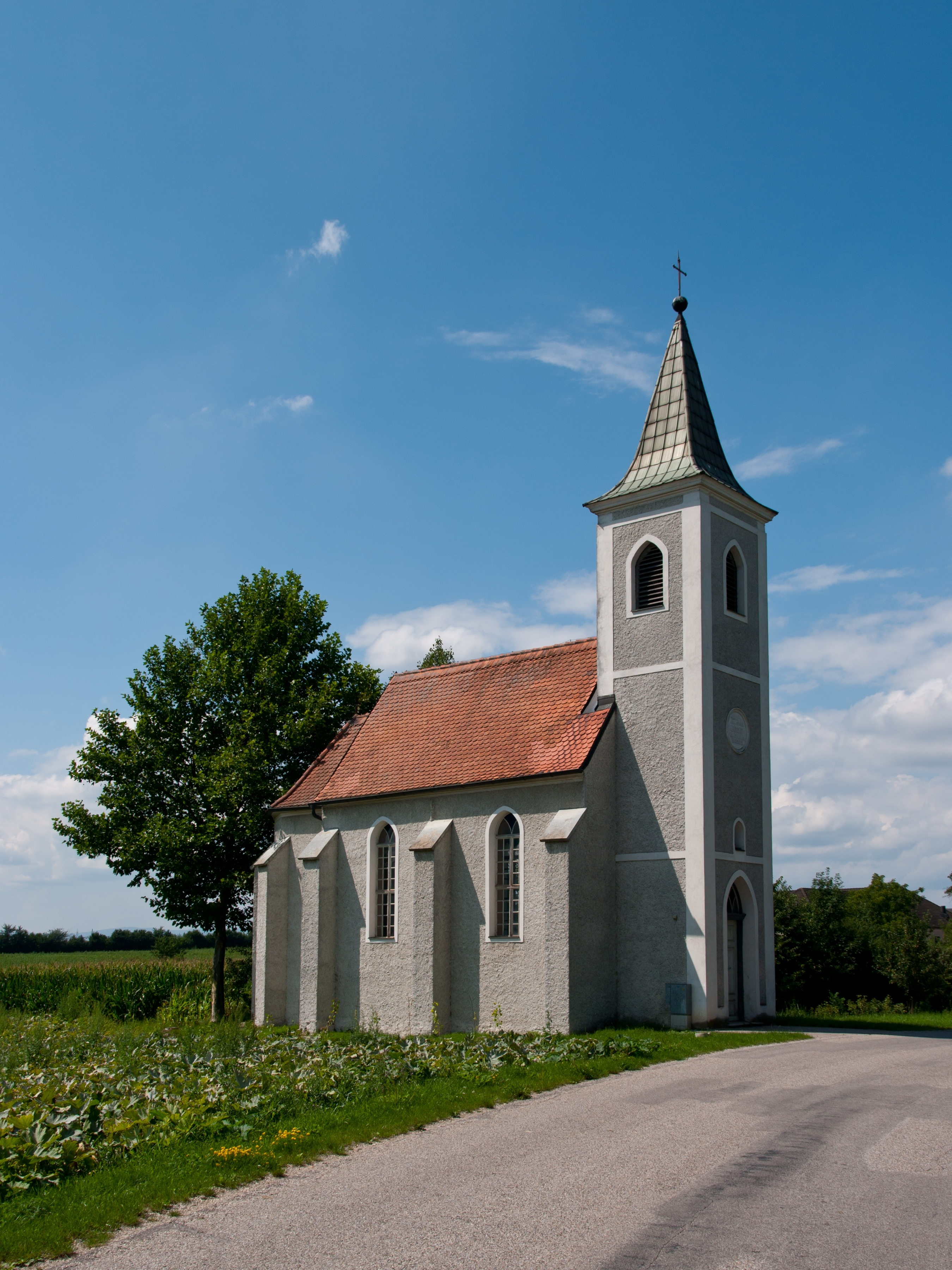
Ortskapelle Seeben

| Hürm: Einwohnerzahlen von 1869 bis 2024             | Hürm: Einwohnerzahlen von 1869 bis 2024 | Hürm: Einwohnerzahlen von 1869 bis 2024 | Hürm: Einwohnerzahlen von 1869 bis 2024 | Hürm: Einwohnerzahlen von 1869 bis 2024 |
| --------------------------------------------------- | --------------------------------------- | --------------------------------------- | --------------------------------------- | --------------------------------------- |
| Jahr                                                |                                         |                                         |                                         | Einwohner                               |
| 1869                                                | 1869                                    |                                         | 1.845                                   | 1.845                                   |
| 1880                                                | 1880                                    |                                         | 1.839                                   | 1.839                                   |
| 1890                                                | 1890                                    |                                         | 1.950                                   | 1.950                                   |
| 1900                                                | 1900                                    |                                         | 1.927                                   | 1.927                                   |
| 1910                                                | 1910                                    |                                         | 1.940                                   | 1.940                                   |
| 1923                                                | 1923                                    |                                         | 1.994                                   | 1.994                                   |
| 1934                                                | 1934                                    |                                         | 1.971                                   | 1.971                                   |
| 1939                                                | 1939                                    |                                         | 1.850                                   | 1.850                                   |
| 1951                                                | 1951                                    |                                         | 1.719                                   | 1.719                                   |
| 1961                                                | 1961                                    |                                         | 1.613                                   | 1.613                                   |
| 1971                                                | 1971                                    |                                         | 1.650                                   | 1.650                                   |
| 1981                                                | 1981                                    |                                         | 1.617                                   | 1.617                                   |
| 1991                                                | 1991                                    |                                         | 1.581                                   | 1.581                                   |
| 2001                                                | 2001                                    |                                         | 1.702                                   | 1.702                                   |
| 2011                                                | 2011                                    |                                         | 1.732                                   | 1.732                                   |
| 2021                                                | 2021                                    |                                         | 1.919                                   | 1.919                                   |
| 2024                                                | 2024                                    |                                         | 2.013                                   | 2.013                                   |
| Quelle(n): Statistik Austria, Gebietsstand 1.1.2021 |                                         |                                         |                                         |                                         |

## Kultur und Sehenswürdigkeiten
- Katholische Pfarrkirche Hürm hl. Stephan
- Schloss Sooß
- Burgruine Hürm
- Ortskapelle Seeben

## Wirtschaft und Infrastruktur
Nichtlandwirtschaftliche Arbeitsstätten gab es im Jahr 2001 63, land- und forstwirtschaftliche Betriebe nach der Erhebung 1999 155. Die Zahl der Erwerbstätigen am Wohnort betrug nach der Volkszählung 2001 767. Die Erwerbsquote lag 2001 bei 47,12 Prozent.

### Wirtschaftssektoren
Von den 122 landwirtschaftlichen Betrieben des Jahres 2010 wurden 62 im Haupterwerb geführt. Diese bewirtschafteten rund drei Viertel der Flächen. Im Produktionssektor arbeiteten 143 Erwerbstätige in 13 Baufirmen. Die größten Arbeitgeber im Dienstleistungssektor waren die Bereiche soziale und öffentliche Dienste und der Handel.
| Wirtschaftssektor            | Anzahl Betriebe | Anzahl Betriebe | Erwerbstätige | Erwerbstätige |
| Wirtschaftssektor            | 2011            | 2001            | 2011          | 2001          |
| ---------------------------- | --------------- | --------------- | ------------- | ------------- |
| Land- und Forstwirtschaft 1) | 122             | 155             | 109           | 132           |
| Produktion                   | 24              | 19              | 231           | 221           |
| Dienstleistung               | 79              | 44              | 215           | 170           |

1) Betriebe mit Fläche in den Jahren 2010 und 1999
| Im Jahr 2011 lebten 913 Erwerbstätige in Hürm. Davon arbeiteten 265 in der Gemeinde, siebzig Prozent pendelten aus, der Großteil verließ dabei den Bezirk. In der Gemeinde gibt es einen Kindergarten, eine Volksschule und eine Neue Mittelschule. Durch den nördlichsten Teil der Gemeinde verlaufen die Westbahn und die West Autobahn A1. | Hier fehlt eine Grafik, die leider im Moment aus technischen Gründen nicht angezeigt werden kann. Wir arbeiten daran! |

## Politik

### Gemeinderat
| Der Gemeinderat hat 19 Mitglieder. - Mit den Gemeinderatswahlen in Niederösterreich 1990 hatte der Gemeinderat folgende Verteilung: 17 ÖVP, 1 SPÖ und 1 FPÖ. - Mit den Gemeinderatswahlen in Niederösterreich 1995 hatte der Gemeinderat folgende Verteilung: 15 ÖVP, 3 FPÖ und 1 SPÖ. - Mit den Gemeinderatswahlen in Niederösterreich 2000 hatte der Gemeinderat folgende Verteilung: 16 ÖVP, 2 FPÖ und 1 SPÖ. - Mit den Gemeinderatswahlen in Niederösterreich 2005 hatte der Gemeinderat folgende Verteilung: 17 ÖVP und 2 SPÖ. - Mit den Gemeinderatswahlen in Niederösterreich 2010 hatte der Gemeinderat folgende Verteilung: 17 ÖVP und 2 SPÖ. - Mit den Gemeinderatswahlen in Niederösterreich 2015 hat der Gemeinderat folgende Verteilung: 18 ÖVP und 1 SPÖ. - Mit den Gemeinderatswahlen in Niederösterreich 2020 hatte der Gemeinderat folgende Verteilung: 17 ÖVP und 2 SPÖ. - Mit den Gemeinderatswahlen in Niederösterreich 2025 hat der Gemeinderat folgende Verteilung: 11 ÖVP, 3 KURZ, 3 SPÖ und 2 FPÖ. | Hier fehlt eine Grafik, die leider im Moment aus technischen Gründen nicht angezeigt werden kann. Wir arbeiten daran! |

### Bürgermeister
- bis 2010 Anton Fischer (ÖVP)
- seit 2010 Johannes Zuser (ÖVP)[19]

### Wappen
Das Wappen wurde der Gemeinde im Jahr 1999 verliehen.

## Persönlichkeiten

### Söhne und Töchter der Gemeinde
- Ämilian Kloiber (1910–1989), Anthropologe und Ornithologe

### Mit der Gemeinde verbundene Persönlichkeiten
- Johann Dangl (1870–1944), Bürgermeister von Inning (heute ein Teil von Hürm) und Abgeordneter zum Landtag von Niederösterreich